# 양첸야오
양첸야오(楊茜堯, 영문명은 Tavia Yeung, 1979년 8월 30일 ~ )는 중화인민공화국 홍콩 특별행정구의 배우, 가수이다.

## 생애
그녀는 홍콩 본가에서 출생하였으며 지난날 한때 중화인민공화국 광둥 성 광저우에서 잠시 유아기를 보낸 적이 있고 그 후 중화인민공화국 광둥성 잔장 시 츠칸 구에서 잠시 유년기를 보낸 적이 있는 그녀는 1983년 홍콩에 귀환하여 홍콩 본가에서 성장하였다.
그녀는 1995년 텔레비전 드라마에서 연기자로 첫 데뷔하였고 1998년 연극배우 데뷔하였으며 2001년 영화 《월만포서환(月滿抱西環)》의 단역으로 영화배우 데뷔하였고 2004년 가수 데뷔하였다.
그녀의 언니는 홍콩의 영화배우 겸 텔레비전 연기자인 양줘나(楊卓娜)이다.

## 같이 보기
- 저우리치